# Бутињи
Бутињи (фр. Boutigny) је насељено место у Француској у региону Париски регион, у департману Сена и Марна.
По подацима из 2011. године у општини је живело 878 становника, а густина насељености је износила 88,87 становника/km².

## Демографија
| 1962. | 1968. | 1975. | 1982. | 1990. | 2011. |
| ----- | ----- | ----- | ----- | ----- | ----- |
| 295   | 330   | 435   | 559   | 623   | 878   |